# 珊瑚礁鬼蝠魟
珊瑚礁鬼蝠魟，又稱阿氏前口蝠鱝、珊瑚礁鬼蝠鱝，俗名魔鬼魚、飛魴仔、鷹魴，为軟骨魚綱燕魟目蝠鲼科前口蝠鲼属的一種。被IUCN列為次級保育類動物，是世界上第二大的魟魚以及世界上第二大的魟總目成員（僅次於最大的鬼蝠魟（Manta birostris）），原為鬼蝠魟下的一個同義詞，於2009年得到證實獨立出來成為一個獨立物種。

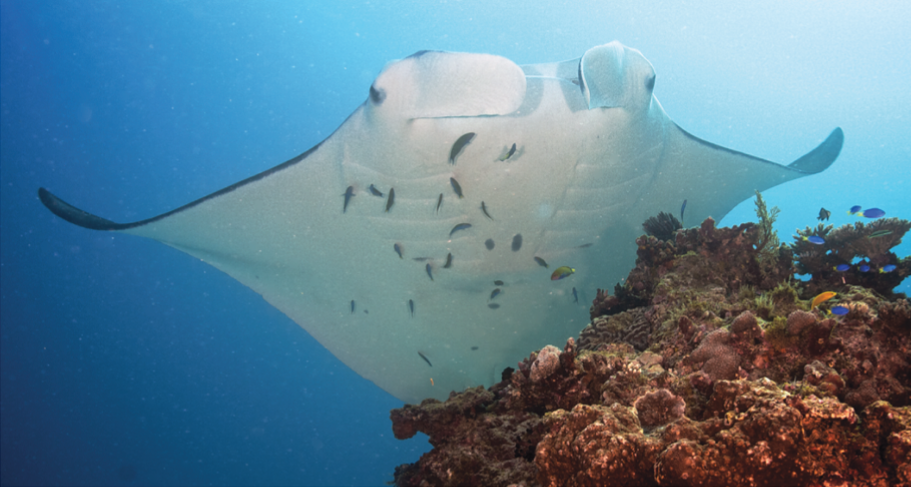
珊瑚礁鬼蝠魟（M.alfredi）停滯於海洋中清潔站，任由一群清潔魚清除身上的寄生蟲，並於在珊瑚礁上靜止不動持續了好幾分鐘
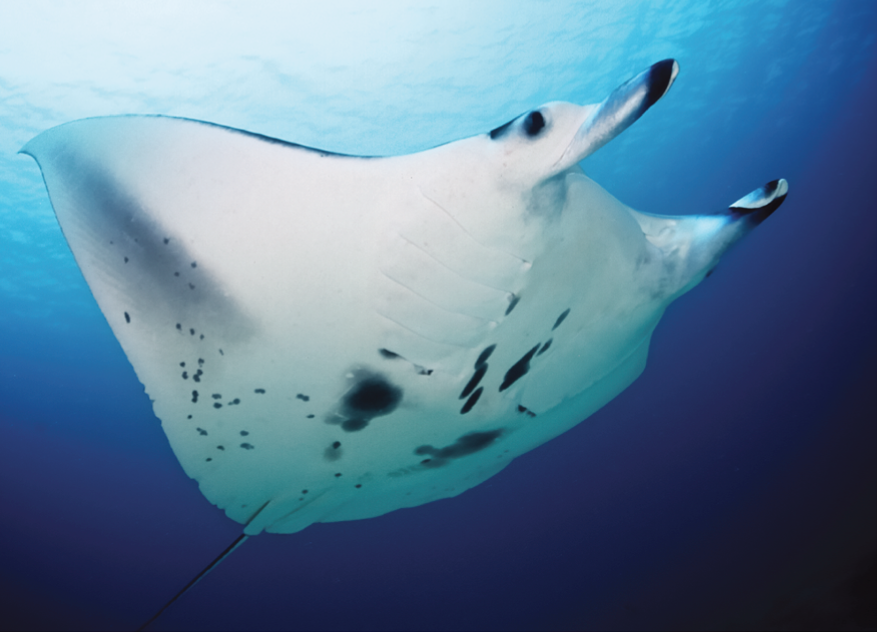
珊瑚礁鬼蝠魟（M.alfredi）正在巡航 (頭部捲起游動和闔上嘴巴)
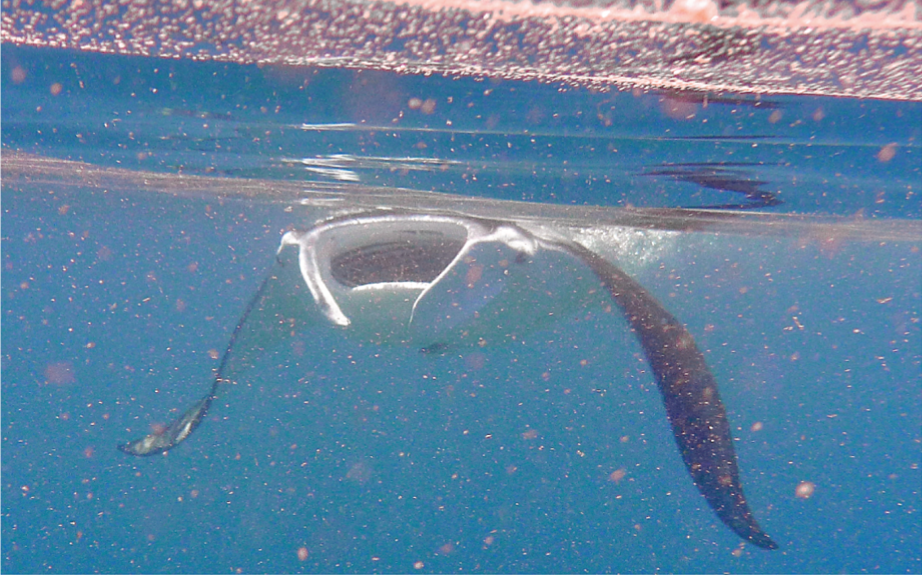
珊瑚礁鬼蝠魟（M.alfredi）正在覓食，在張開著嘴巴的情況下逆著潮流游動，濾食水中的浮游生物
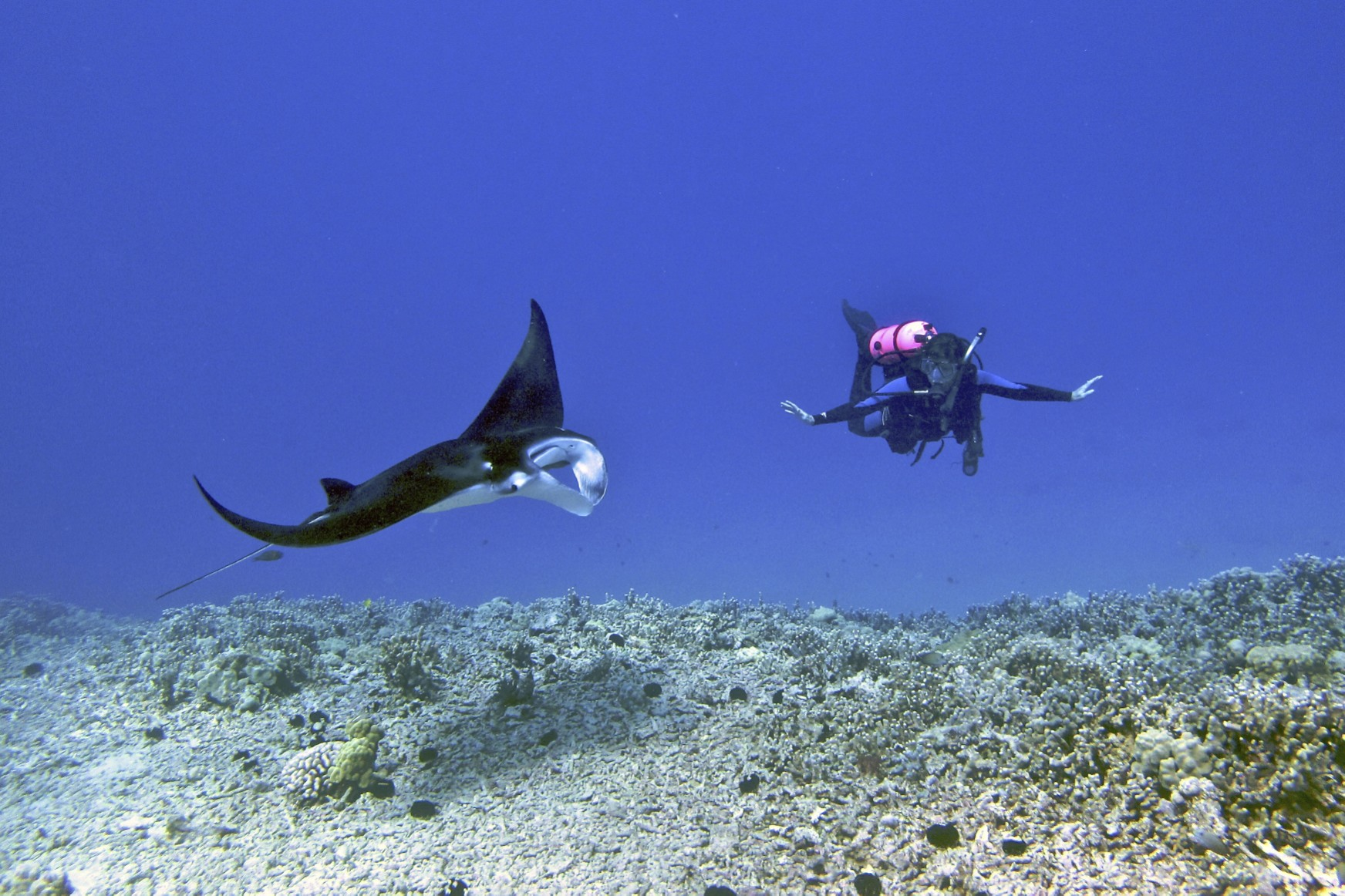
一隻年幼的珊瑚礁鬼蝠魟（M.alfredi）與潛水員 (位於夏威夷科納市)
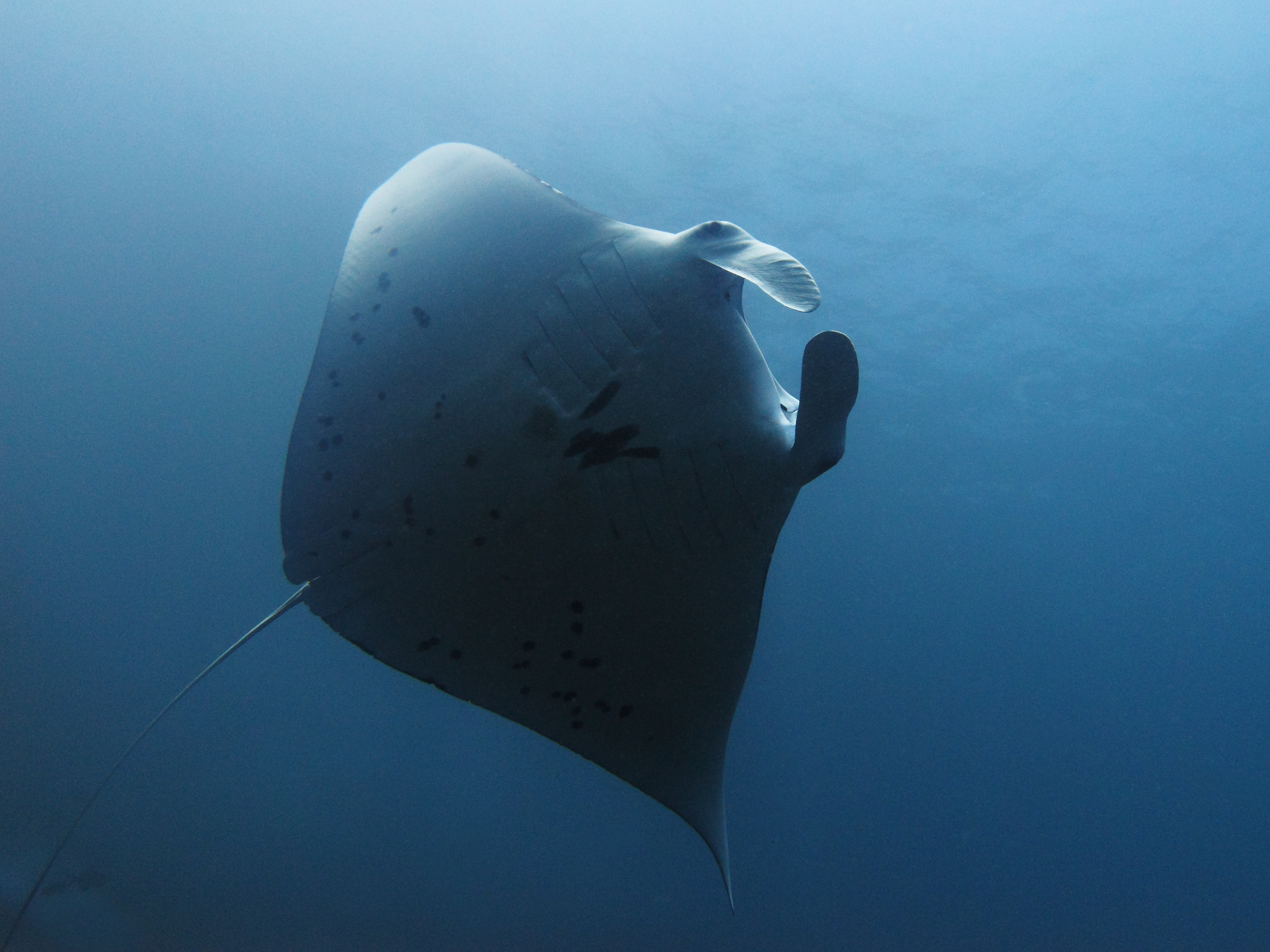
珊瑚礁鬼蝠魟（M.alfredi）位於 印度尼西亞科莫多
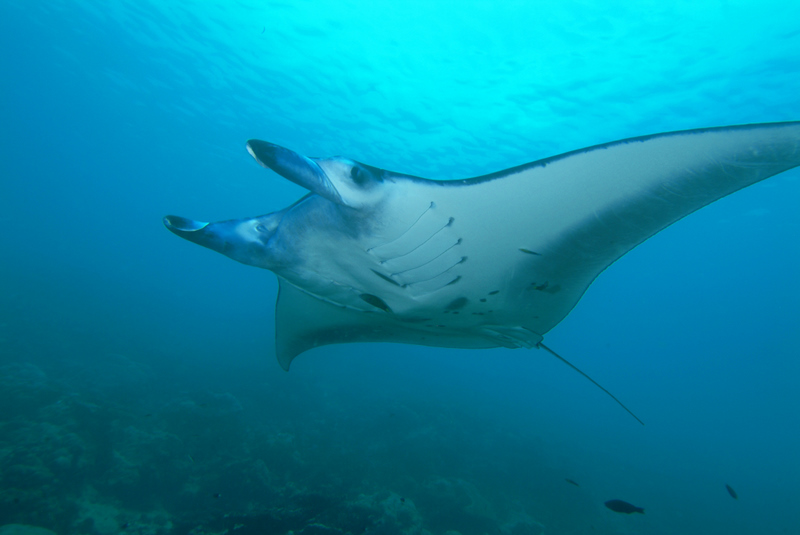
珊瑚礁鬼蝠魟（M.alfredi）位於密克羅尼西亞聯邦雅浦
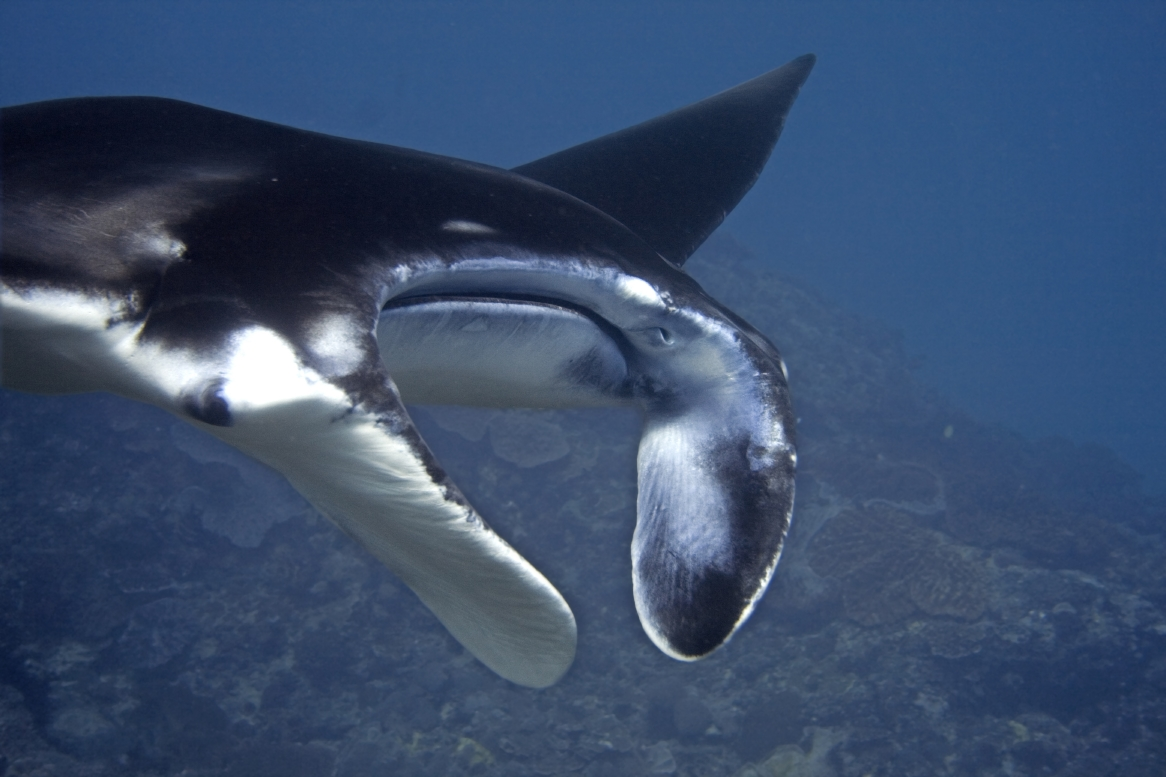
珊瑚礁鬼蝠魟（M.alfredi）位於 印度尼西亞峇里島

## 外部鏈結
維基物種上的相關：珊瑚礁鬼蝠魟